# Marijan Jakubin
Marijan Jakubin (Zagreb, 31. kolovoza 1946.) slikar je i umirovljeni sveučilišni profesor. Od 1977. član je HDLU-a i LIKUM-a, a od 2020. HULULK-a .

## Životopis
Rođen je u Zagrebu 1946. godine. Od rođenja do 1962. živi u Novom Virju, u Medvedički. Osnovnu školu završio je u Virju, a Školu primijenjene umjetnosti u Zagrebu, u grafičkom odjelu. Diplomirao je na studiju likovne umjetnosti Pedagoške akademije u Zagrebu kod prof. Mladena Veže, prof. Vilka Glihe Selana i prof. Josipa Poljana te na studiju povijesti umjetnosti Filozofskog fakulteta u Zagrebu. Od 1971. do odlaska u mirovinu 2016. godine, radio je kao nastavnik na Pedagoškoj akademiji u Zagrebu, kasnije Učiteljskom fakultetu Sveučilišta u Zagrebu, gdje je dostigao naslov redovitog profesora umjetnosti u trajnom zvanju i djelovao kao predstojnik katedre umjetničkog područja.
Osim na svom matičnom Fakultetu 30 godina predavao je i na Katoličkom bogoslovnom fakultetu u Zagrebu, 2 godine na Teologiji u Đakovu, 10 godina na Muzičkoj akademiji u Zagrebu te na poslijediplomskom studiju Učiteljske akademije u Zagrebu i Pedagoške akademije u Sarajevu. 
U svojoj umjetničkoj djelatnosti bavi se slikarstvom, grafikom, kiparstvom i primijenjenom umjetnošću. Svoja djela izlagao je na 33 samostalne i oko 100 skupnih izložbi u domovini i inozemstvu. U području sakralnog slikarstva naslikao je 35 oltarnih fresaka i ulja velikog formata, oko 350 vitraja i 30 djela manjeg formata u crkvama Hrvatske te Bosne i Hercegovine.

## Nasljeđe
Uz 25. obljetnicu umjetničkog rada objavljena mu je monografija o likovnom stvaralaštvu autorice Marine Baričević u izdanju Centra za kulturu Đurđevac - Galerija Stari Grad (1994.), a uz 40. obljetnicu umjetničkog rada monografija autora Stanka Špoljarića u izdanju Art magazina Kontura, Zagreb (2010.). O njegovom umjetničkom i pedagoškom radu, objavljeno je oko 150 kritika, osvrta i intervjua.
Za svoj umjetnički rad primio je šest nagrada od kojih 1974. prvu nagradu za plakat 9. zagrebačkog salona, a 2010. dobiva nagradu za najbolje djelo na međunarodnoj izložbi likovnih umjetnika – sveučilišnih nastavnika €CNSI (Europski centar za napredna i sustavna istraživanja) u Zagrebu, iz ciklusa „Mistika življenja”.  
Godine 2019. dobiva nagradu za životno djelo Župe sv. Leopolda Mandića Ljubljanica - Voltino, Zagreb, " za nemjerljiv doprinos u umjetničkom stvaralaštvu i kulturnom doprinosu u uređenju interijera crkve".
Godine 2013. otvorena je Galerija „Marijan Jakubin” u Novom Virju u kojoj je smješten stalni postav njegovih likovnih i pedagoških djela koje je darovao svom rodnom mjestu.

## Djela
- Jakubin, M. 1989. Osnove likovnoga jezika i likovne tehnike. Priručnik za likovnu kulturu. Institut za pedagogijska istraživanja Filozofskog fakulteta Sveučilišta u Zagrebu.
- Grgurić, N.; Jakubin, M. 1996. Vizualno-likovni odgoj i obrazovanje.  Metodički priručnik, Educa, Zagreb.
- Jakubin, M. 1999. Likovni jezik i likovne tehnike - temeljni pojmovi, Sveučilišni udžbenik, (Manualia universitas studiorum Zagrabiensis) odobren od Senata Sveučilišta u Zagrebu, na prijedlog Povjerenstva za znanstveno-nastavnu literaturu, 12. siječnja 1999., Educa, Zagreb.
- Jakubin, M. 2003./2007. (četiri izdanja) Vodič kroz povijest umjetnosti – vremenska lenta. Priručnik za likovnu kulturu i povijest umjetnosti, Školska knjiga, Zagreb.
- Jakubin, M. 1990. Lirska poezija kao poticaj za likovno izražavanje i stvaranje. Objavljeno istraživanje u priručniku za nastavnike razredne nastave: »Dozivi i odzivi lirske pjesme«. Autori: dr. Dragutin Rosandić, dr. Ana Gabrijela Šabić, dr. Zvonimir Diklić, prof. art. Marijan Jakubin i Zvjezdana Ladika, Pedagoško-književni zbor i Zavod za unapređivanje odgoja i obrazovanja Zagreb.
- Jakubin, M. 1991. Stereotipnost i shematizam u likovnom izražavanju. Objavljeno u knjizi »U potrazi za suvremenom osnovnom školom«. Institut za pedagogijska istraživanja Filozofskog fakulteta Sveučilišta u Zagrebu.

## Vanjske poveznice
- http://mjakubin.blogspot.com/ - Likovno stvaralaštvo do 2011.
- https://jakubinmarijan.blogspot.com/ - Likovno stvaralaštvo od 2011.

1. 1 2 3  Marijan Jakubin – Od „Mistike življenja“ do „Redefinicije postojanja“ uz 50. obljetnicu likovnog stvaralaštva i 75. obljetnicu života – Muzej Grada Đurđevca. muzej-djurdjevac.hr. Pristupljeno 25. ožujka 2025.
2. ↑  Art, Akademija. 3. ožujka 2023. Misterij otkupljenja – izložba prof. Marijana Jakubina povodom 50-godišnjeg likovnog stvaralaštva (engleski). Pristupljeno 8. svibnja 2025.
3. ↑  DOBRO, Biram. 21. veljače 2023. Likovni identitet crkve sv. Leopolda Mandića, Ljubljanica - Voltino. Biram DOBRO. Pristupljeno 8. svibnja 2025.
4. ↑  U Novom Virju otvorena Galerija. biskupija-varazdinska.hr. Pristupljeno 8. svibnja 2025.
5. ↑  Gabout, Višnja Slavica. Prosinac 2014. Marijan Jakubin, svjetlo i tama su polovi iste energetske snage. Art magazin Kontura, br. 127